# Beorgs of Housetter

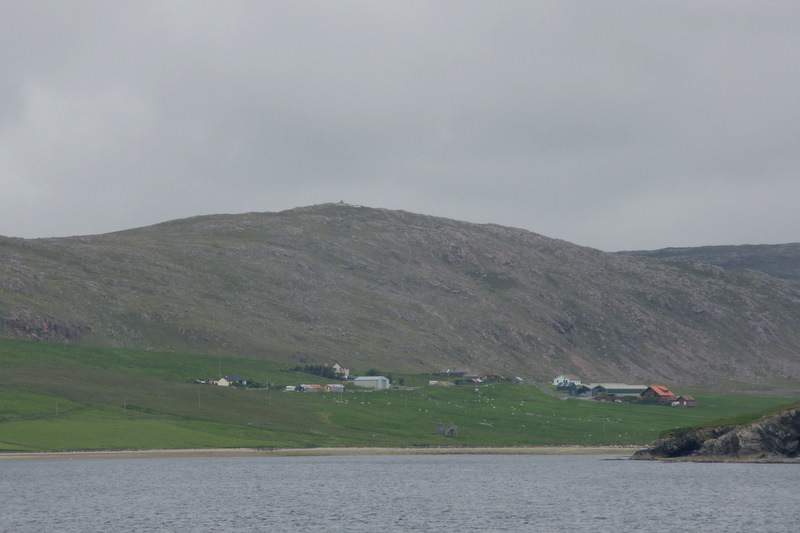
Blick über den Ort Housetter zum Berg

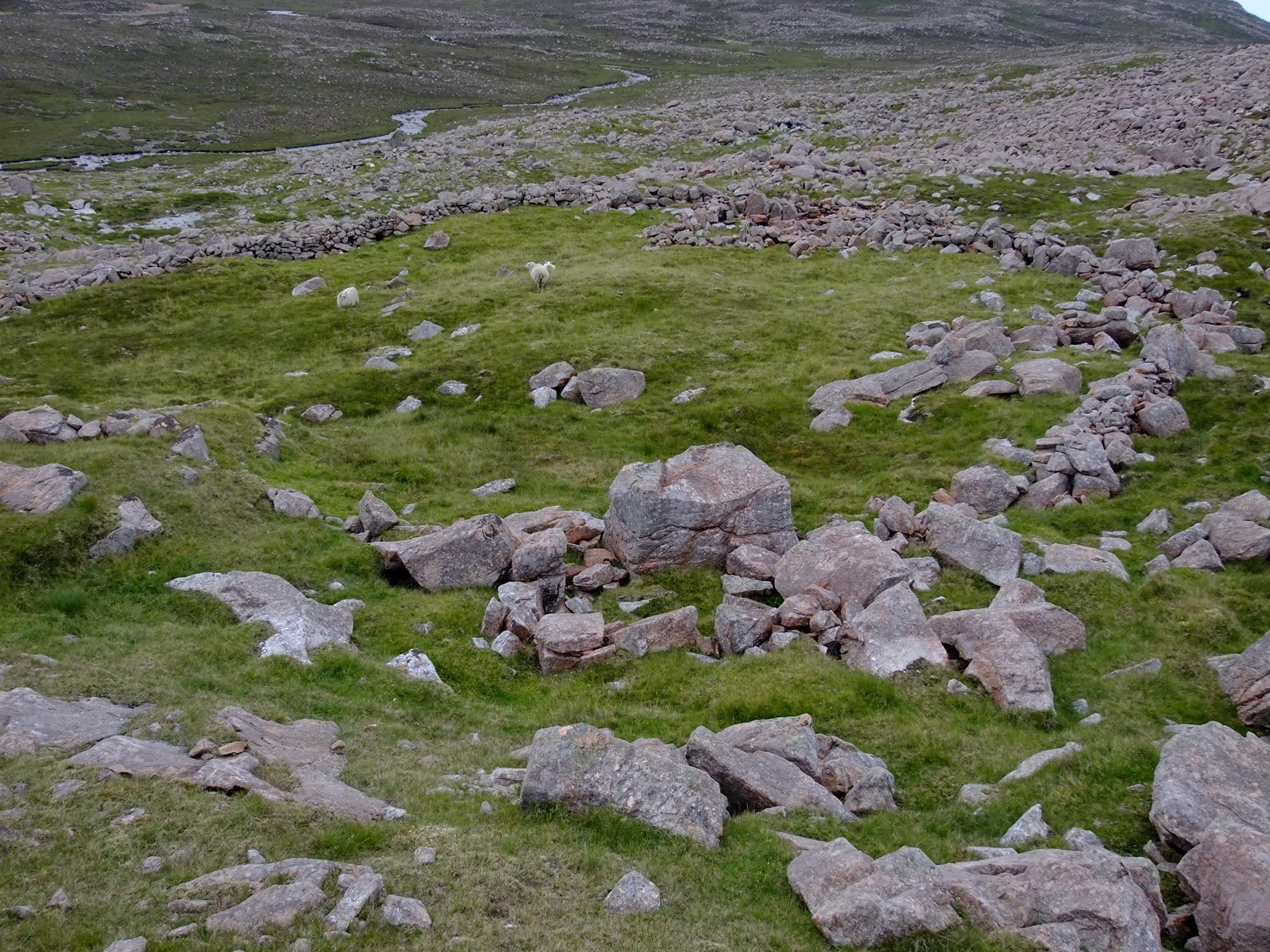
Giant’s Garden am Westabhang des Berges

Der Beorgs of Housetter ist ein 147 Meter hoher Berg im Norden von Mainland, der Hauptinsel der zu Schottland zählenden Shetlands. Er liegt auf der Halbinsel North Roe im Gebiet der Community Council Area Northmavine. Vom nördlich angrenzenden, 198 Meter hohen Beorgs of Skelberry ist er durch einen, bis auf eine Höhe von 80 Metern herunterreichenden Sattel getrennt. Beide weisen auf der Ostseite eine gemeinsame steile Flanke auf, die sich über etwa vier Kilometer in nord-südlicher Richtung erstreckt und entlang deren Fuß die A970 verläuft. Geologisch handelt es sich dabei um die Grenze zwischen dem hauptsächlich aus Graniten und Granophyren bestehenden Pluton Northmaven Complex im Westen und der Fethaland-Serie im Osten, zur Entstehungszeit des Old-Red-Sandsteins sedimentär abgelagerten Metamorphiten mit einem hohen Anteil an hornblendehaltigem Gneis.
Südöstlich des Beorgs of Housetter liegen die Ortschaft Housetter und nördlich davon mehrere Seen, von denen der Loch of Housetter der größte ist. Die westliche Begrenzung des Berges bildet der Bach Burn of Roerwater, der an dessen Südspitze in die Bucht Voe of the Brig mündet.
Am Beorgs of Housetter finden sich an vier Stellen bauliche Überreste aus prähistorischen Zeiten, die als Scheduled Monument klassifiziert sind. Dies sind ein steinzeitliches Kammergrab östlich des Gipfels sowie zwei weitere, in unmittelbarer Nachbarschaft gelegene am östlichen Fuß des Berges: Trowie Knowe (deutsch Hügel der Trolle/Feen) und Giant’s Grave (deutsch Grab des Riesen), letzteres mit zwei noch vorhandenen Orthostaten. Am südlichen Abhang des Berges, etwas oberhalb der Voe of the Brig, liegen mit dem Meishie o’ Stanes (deutsch Korb aus Steinen) zwei Cairns.
Am westlichen Abhang des Beorgs of Housetter findet sich ein Felsenmeer, innerhalb dessen sich eine rundliche Struktur mit einem Durchmesser von etwa 30 Pace abhebt. Sie wird als Giant’s Garden (deutsch Garten des Riesen) bezeichnet und war nach lokaler Tradition eine aufgegebene Stadt der Kelten. Der Archäologe Robert Munro (1835–1920) ließ 1902 Teile der Anlage ausgraben und entdeckte dabei die vermeintlichen Grundmauern von vier Gebäuden. Neuere Untersuchungen lassen annehmen, dass es sich nicht um eine von Menschenhand errichtete, sondern auf natürlichem Wege entstandene Struktur handelt.
Der Beorgs of Housetter liegt am östlichen Rand des North Roe Plateaus, eines unbewohnten Gebietes, das durch eine Moor- und Heidelandschaft mit etlichen Seen geprägt ist und im Süden durch den höchsten Berg der Shetlands, den Ronas Hill überragt wird. Es ist in mehreren Kategorien unter Naturschutz gestellt: Als Naturschutz- (SSSI) und FFH-Gebiet (SAC) Ronas Hill – North Roe sowie als Ramsar-Gebiet und Schutzgebiet nach der EU-Vogelschutzrichtlinie (SPA) Ronas Hill – North Roe and Tingon.